# Pidlissia (obwód wołyński)
Pidlissia (ukr. Підлі́сся) – wieś na Ukrainie, w obwodzie wołyńskim, w rejonie kowelskim. W 2001 roku liczyła 120 mieszkańców. 
Do 1963 roku miejscowość nosiła nazwę Nowyj Opałyn.
Do 2020 w rejonie lubomelskim.